# Miguel Ángel Contreras Llajaruna
Miguel Ángel Contreras Llajaruna, S.M. (Cajabamba, 5 de julho de 1979) é um prelado peruano da Igreja Católica, desde 2025 é bispo auxiliar da Diocese de Callao. 

## Biografia
Ingressou no Seminário dos Padres Maristas de Sullana-Piura, completou os estudos em filosofia no Instituto Superior de Estudos Teológicos João XXIII, em Lima, e em teologia, no Instituto Teológico Salesiano Cristo Ressuscitado, em Guadalajara (México). Posteriormente, obteve o título de mestre em sagrada escritura pela Faculdade Jesuíta de Filosofia e Teologia, em Belo Horizonte (Brasil), e o título de mestre em gestão e liderança educacional pela Universidade Marcelino Champagnat, em Lima (Peru).
Recebeu a ordenação presbiteral em 25 de abril de 2008.
Entre 2012 e 2021, foi promotor da escola paroquial San José em Callao, pároco da Virgen Misionera entre 2015 e 2022. Até sua nomeação episcopal, foi vigário episcopal para a Vida Consagrada da Diocese de Callao (desde 2021), diretor geral da rede de escolas paroquiais da Diocese de Callao (a partir de 2022) e Superior do Distrito América do Sul dos Padres Marianistas (a partir de 2022).
Em 15 de maio de 2025, o Papa Leão XIV fez sua primeira nomeação episcopal, o nomeando como bispo auxiliar de Callao, atribuindo a sé titular de Babra. Recebeu a ordenação episcopal em 12 de julho seguinte, na Igreja da Imaculada Conceição de Callao, do bispo Luis Alberto Barrera Pacheco, M.C.C.J., coadjuvado por Paolo Rocco Gualtieri, núncio apostólico no país e por Carlos Enrique García Camader, bispo de Lurín.